# نیک دانینگ
نیک دانینگ (به انگلیسی: Nick Dunning) (زاده ۱۹۵۹) بازیگرایرلندی است.
از فیلم‌های معروف او می‌توان به بازی در فیلم تودورها اشاره کرد.